# رودولف کریستین بوتگر
رودولف کریستین بوتگر (آلمانی: Rudolf Christian Böttger؛ ۲۸ آوریل ۱۸۰۶ – ۲۹ آوریل ۱۸۸۱) یک شیمیدان اهل آلمان بود.